# Великомалешевська сільська рада
Великомалешевська сільська́ ра́да (біл. Велікамалешаўскі сельсавет) — адміністративно-територіальна одиниця у складі Столинського району Берестейської області Білорусі. Адміністративний центр — село Велике Малешево.

## Склад
Населені пункти, що підпорядковувалися сільській раді станом на 2009 рік:
| Населений пункт | Тип  | Населення, осіб (2009) |
| --------------- | ---- | ---------------------- |
| Велике Малешево | село | 1889                   |
| Коротичі        | село | 940                    |
| Лутки           | село | 349                    |
| Ольгомель       | село | 1023                   |
| Толмачево       | село | 535                    |

## Населення
За переписом населення Білорусі 2009 року чисельність населення сільської ради становила 4736 осіб.

### Національність
Розподіл населення за рідною національністю за даними перепису 2009 року:
| Національність            | Осіб | Відсоток |
| ------------------------- | ---- | -------- |
| білоруси                  | 4700 | 99,24 %  |
| українці                  | 14   | 0,30 %   |
| росіяни                   | 12   | 0,25 %   |
| вірмени                   | 5    | 0,11 %   |
| національність не вказана | 4    | 0,08 %   |
| мордва                    | 1    | 0,02 %   |
| Разом                     | 4736 | 100 %    |